# Jahor Filipenka
Jahor Usevaladavitj Filipenka (bel. Ягор Усеваладавіч Філіпенка; født 10. april 1988) er en hviderussisk fodboldspiller, der spiller for FC Ashdod i Israel, udlejet fra Maccabi Tel Aviv
Filipenko blev født i Minsk og var en del af Smena Minsk's ungdomshold.
Under bronzekampen ved U21-EM i 2011 spillede han for Hviderusland's U21-fodboldlandshold og scorede kampens eneste mål til 1-0. Dette gjorde at holdet for første gang kvalificerede sig til et OL (Sommer-OL 2012).